# Antoine Demay
Pour les articles homonymes, voir Demay.
Antoine Mathieu Demay, né le 22 décembre 1822 à Paris et mort le 15 octobre 1884 dans le 14e arrondissement, est une personnalité de la Commune de Paris.

## Biographie
Adhérent de l'Association internationale des travailleurs, il représente le IIIe arrondissement au Comité central républicain des Vingt arrondissements. Il est signataire de l'Affiche Rouge de janvier 1871. Le 26 mars 1871, il est élu au Conseil de la Commune par le IIIe arrondissement. Il siège à la commission de l'Enseignement. Il vote pour la création du Comité de salut public. En mai 1871, il dirige la "démolition" du domicile parisien d'Adolphe Thiers. 
Après la Semaine sanglante, il se réfugie à l'étranger ; il est condamné à mort par contumace par le 4e Conseil de Guerre. Il revient en France après l'amnistie de 1880.

### Notices biographiques
- Jules Clère, Les hommes de la Commune : Biographie complète de tous ses membres, Paris, Libraire-éditeur É. Dentu, 1871, 195 p. (lire en ligne sur Gallica), p. 74-76
- Paul Delion, Les membres de la Commune et du Comité central, Paris, A. Lemerre éditeur, août 1871, 446 p. (lire en ligne sur Gallica), p. 77-79
- Bernard Noël, Dictionnaire de la Commune, Coaraze, L'Amourier éditions, coll. « Bio », avril 2021 (1re éd. 1971), 799 p. (ISBN 978-2-36418-060-4, ISSN 2259-6976, présentation en ligne), p. 253-254
- « Notice Demay Antoine, Mathieu », sur maitron.fr, Le Maitron, dictionnaire bibliographique du mouvement ouvrier et du mouvement social, Association Les Amis du Maitron (consulté le 7 août 2021)